# پیلاتوس ایرکرفت

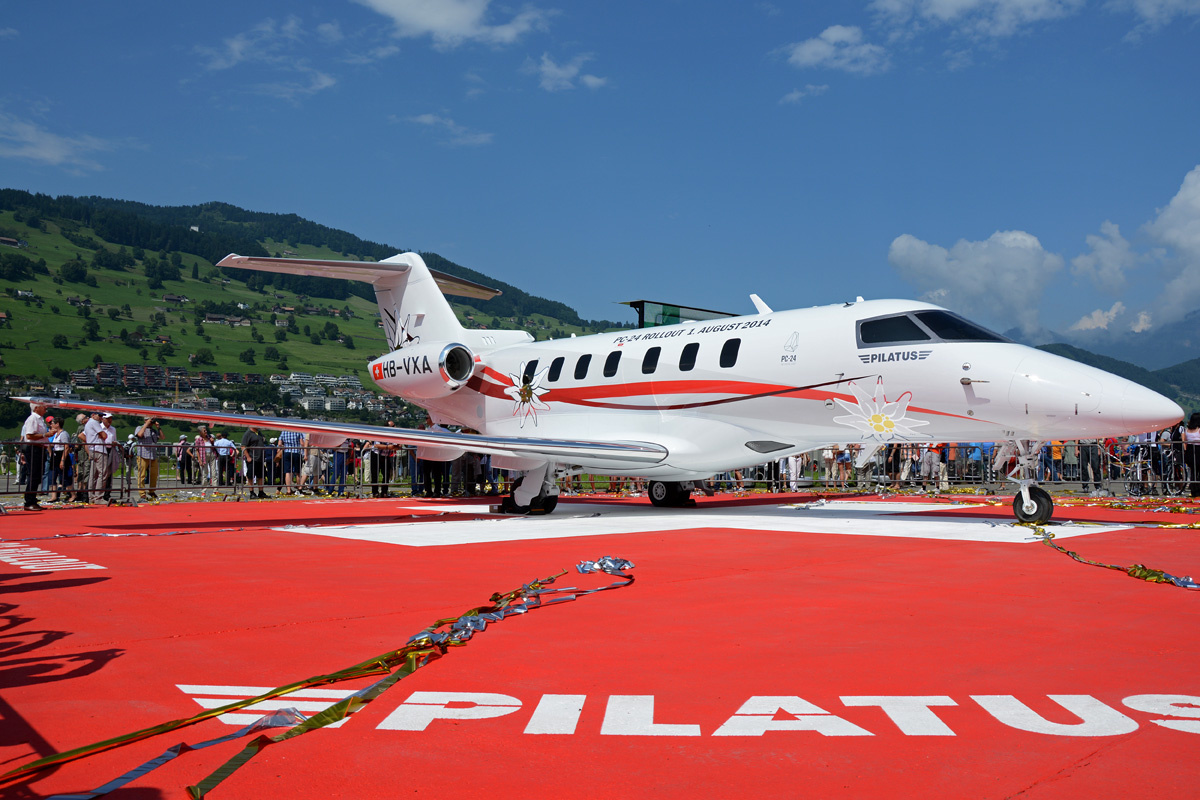
Pilatus PC-24 دارای دو موتور توربوفن

پیلاتوس ایرکرفت یک شرکت هوافضایی است که در اشتانس، سوئیس واقع شده‌است. در ژوئن سال ۲۰۱۶، این شرکت ۱٬۹۰۵ نفر را در خدمت داشت.
این شرکت بیشتر هواگرد را برای بازارهای جایگاهی، به‌ویژه هواگردهای نشست و برخاست کوتاه و همچنین هواگرد آموزشی نظامی تولید کرده‌است.